# Beausale, Haseley, Honiley and Wroxall
Beausale, Haseley, Honiley and Wroxall är en civil parish i Warwick, Storbritannien.   Den ligger i grevskapet Warwickshire och riksdelen England, i den södra delen av landet, 140 km nordväst om huvudstaden London. Parish har 623 invånare (2011).